# NGC 3949
إن جي سي 3949 مجرة حلزونية غير ضلعية ويعتقد أنها على بعد 50 مليون سنة ضوئية تقريبا من الأرض في اتجاه كوكبة الدب الأكبر

## مستعر أعظم
المستعر SN 2000db من نوع مستعر أعظم نوع 2 هو المستعر الوحيد الذي تم رصدة في هذة المجرة
إن جي سي 3949 عضو في مجموعة مجرات م109 وهي مجموعة مجرات تقع في كوكبة الدب الأكبر ومركزها يبعد عنا 55 مليون سنة ضوئية تقريباً. وقد سُميت المجموعة بهذا نسبة إلى ألمع مجراتها ظاهرياً وهي مجرة مسييه 109 الحلزونية. تحتوي المجموعة على أكثر من 50 مجرة.